# Emil Hannover
Emil Viggo Hannover (født 27. september 1864 København, død 8. marts 1923 sammesteds) var en dansk kunsthistoriker, bror til ingeniøren H.I. Hannover.
Emil Hannover blev født i et jødisk hjem som søn af læge, professor Adolph Hannover (1814-1894) og Ida Sara Fridericia (1838-1920). Efter at være blevet undervist i Efterslægtselskabets Skole ville han først være maler og var i omkring fire år elev på Kunstakademiet (1879-83). Han fulgte også Julius Langes undervisning, men delte ikke Langes synspunkter. 
Hannover forlod Akademiet for udelukkende at vie sig til studiet af kunsthistorien og offentliggjorde allerede i en alder af 20 år sin første originale afhandling, der tryktes i tidsskriftet Ude og Hjemme og handlede om Krøyer og den danske Malerkunst. I 1885 rejste han første gang udenlands; siden foretog han årlig studierejser til Tyskland, Frankrig, England og Italien. 
Hans første forskning gjaldt væsentlig rokokotidens kunst og kultur og gav sig udslag dels i forskellige afhandlinger om det 18. århundredes arkitektur og kunsthåndværk, dels i en på indtrængende og selvstændige studier grundet bog om Watteau, hans Liv, hans Værk, hans Tid (1888, oversat til tysk). Senere skrev han bøger og tidsskriftsartikler om kunstnere fra det 19. århundrede. 
Flertallet af hans afhandlinger er trykt i forskellige tidsskrifter, Kunstbladet, hvor han var redaktør, Tilskueren, Tidsskrift for Kunstindustri samt i dagbladet Politiken, hvor han fra begyndelsen i 1884 var tilknyttet. Han forfattede store monografier om Christen Købke (1893), C.W. Eckersberg (1898) og Constantin Hansen (1901).
Fra 1906 var han direktør for Kunstindustrimuseet, hvor han havde været bibliotekar siden 1894, og fra 1912 tillige i spidsen for Den Hirschsprungske Samling, hvis bestand han katalogiserede og reorganiserede. I 1915 stiftede han Nordisk Museumsforbund. Hannovers store indsigt i keramik viste sig bl.a. i hans Keramisk Haandbog 1-2 (1919-24). Hans bog Kunstfærdige gamle Bogbind var den første i sin art i Danmark.
Hannover blev gift 1. gang 22. november 1887 i Synagogen i København med Alice Johanne Ruben (27. april 1866 i København, gift 3. gang med lægen Carl Bloch). Ægteskabet blev opløst 1894. 2. gang ægtede han 15. maj 1897 i København Karen Anna Topsøe (f. 27. oktober 1872 i København ), datter af forfatteren Vilhelm Topsøe og hustru
Han forlod jødedommen og er begravet på Vestre Kirkegård i København. Erindringer fra Barndom og Ungdom udkom posthumt i 1966.